# Gandsorigiin Mandachnaran
Gandsorigiin Mandachnaran (mongolisch Ганзоригийн Мандахнаран; * 11. Mai 1986 in der Provinz Töw-Aimag) ist ein mongolischer Ringer.

## Karriere
Gandsorigiin Mandachnaran nahm an den Olympischen Spielen 2016 in Rio de Janeiro im Leichtgewicht teil. Nach Siegen über Yogeshwar Dutt und Yeerlanbieke Katai unterlag er im Viertelfinale dem Russen Soslan Ramonow. Jedoch konnte er sich durch einen Sieg in der Hoffnungsrunde gegen Haislan Garcia für den Kampf um Bronze qualifizieren.
Sein Gegner im Kampf um Bronze war Ixtiyor Navroʻzov aus Usbekistan. Als Mandachnaran fünf Sekunden vor Ende mit 7 : 6 führte, begann er bereits den Sieg zu feiern und sich dem Gegner zu entziehen. Als Reaktion darauf erhielt er einen Strafpunkt wegen Inaktivität. Das führte dazu, dass Navroʻzov die Bronzemedaille gewann, weil er bei Punktegleichstand den letzten Punkt erzielt hatte. Die mongolischen Trainer protestierten gegen diese Wertung, die nicht angefochten werden konnte, indem sie sich vor den Richtern auf der Matte auszogen und ihre Kleidung auf den Tisch des Kampfgerichts warfen. Dieser Protest führte zu einem weiteren Strafpunkt für den Mongolen, sodass Navroʻzov 7 : 8 gewann. Beide Trainer wurden im September 2016 von der United World Wrestling für drei Jahre gesperrt.